# Biga (district)
Biga is een Turks district in de provincie Çanakkale en telt 79.569 inwoners (2007). Het district heeft een oppervlakte van 1353,7 km².
De bevolkingsontwikkeling van het district is weergegeven in onderstaande tabel.
| 1997   | 2000   | 2007   |
| ------ | ------ | ------ |
| 76.405 | 77.169 | 79.569 |